# Arquidiócesis de Ibagué
La arquidiócesis de Ibagué (en latín: Archidioecesis Ibaguensis) es una circunscripción eclesiástica de la Iglesia católica en Colombia. Se trata de una arquidiócesis latina, sede metropolitana de la provincia eclesiástica de Ibagué. Desde el 29 de mayo de 2020 su arzobispo es Orlando Roa Barbosa.

## Territorio y organización
La arquidiócesis tiene 6044 km² y extiende su jurisdicción sobre los fieles católicos de rito latino residentes en 13 municipios del departamento de Tolima: Alvarado, Anzoátegui, Cajamarca, Coello (excluyendo el distrito de Gualanday, que forma parte de la diócesis de El Espinal), Ibagué, Piedras, Roncesvalles, Rovira, Santa Isabel, Valle de San Juan y Venadillo. También pertenecen a la arquidiócesis los distritos de Playarrica en el municipio de San Antonio y el de Payande en el municipio de San Luis.
Limita con la diócesis de Líbano-Honda al norte, con la diócesis de Girardot al este, con las diócesis de El Espinal al sur, con la diócesis de Buga al suroeste y con la diócesis de Armenia y la diócesis de Pereira al oeste.
La sede de la arquidiócesis se encuentra en la ciudad de Ibagué, en donde se halla la Catedral de la Inmaculada Concepción de María.
La arquidiócesis tiene como sufragáneas a las diócesis de El Espinal, Garzón, Líbano-Honda y Neiva.
En 2021 en la arquidiócesis existían 62 parroquias agrupadas en 9 vicarías.
Parroquias
- Anunciación del Señor
- Capilla Divino Niño
- Catedral Inmaculada Concepción
- Cristo Rey (Picaleña)
- Divina Eucaristía
- Divino Niño (Venadillo)
- Espíritu Santo
- Inmaculado Corazón de María
- María Auxiliadora
- María Reina
- Medalla Milagrosa
- Medalla Milagrosa (Riomanso)
- Nuestra Señora de Chiquinquirá
- Nuestra Señora de Chiquinquirá (Alvarado)
- Nuestra Señora de Chiquinquirá (Coello)
- Nuestra Señora de Fátima
- Nuestra Señora de Guadalupe
- Nuestra Señora de la Salud
- Nuestra Señora del Carmen
- Nuestra Señora del Carmen (Roncesvalles)
- Nuestra Señora del Perpetuo Socorro
- Nuestra Señora del Perpetuo Socorro (Anzoátegui)
- Nuestra Señora del Rosario
- Pastoral Juvenil y Vocacional
- María Rosa Mística
- Sagrado Corazón de Jesús
- San Antonio de Padua (Junín)
- San Antonio María Claret
- San Bernardo y San Juan Bautista (Alvarado)
- San Bonifacio
- San Cayetano
- San Francisco de Asís
- San Isidro Labrador
- San Isidro Labrador (Lisboa)
- San Joaquín
- San José Obrero
- San Juan Bautista
- San Juan Bautista (Valle de San Juan)
- San Judas Tadeo
- San Lorenzo
- San Martín de Porres
- San Martín de Porres (Rovira)
- San Miguel Arcángel (Cajamarca)
- San Pablo Apóstol
- San Pedro Apóstol
- San Pedro Claver (Playarrica)
- San Pío X (Villarestrepo)
- San Roque
- San Sebastián (Piedras)
- San Vicente de Paúl
- Santa Ana
- Santa Bárbara (Payandé)
- Santa Bárbara (Venadillo)
- Santa Cruz
- Santa Gertrudis (Rovira)
- Santa Isabel de Hungría (Santa Isabel)
- Santísima Trinidad
- Santos Ángeles Custodios
- Santuario Divino Niño
- Santa Cruz de Jerusalén
- Nuestra Señora del Carmen (Tapias- Toche)[4]

## Historia
La diócesis fue erigida el 20 de mayo de 1900 mediante el decreto Quum legitimae de la Congregación Consistorial, obteniendo el territorio de la diócesis del Tolima (abarcaba la región conocida como Tolima Grande), que simultáneamente fue suprimida. La diócesis de Ibagué fue originalmente sufragánea de la arquidiócesis de Popayán.
Luego de tres años de sede vacante, durante los cuales la diócesis fue administrada por Esteban Rojas Tovar, exobispo del Tolima y luego obispo de Garzón, fue nombrado el primer obispo de Ibagué, Ismael Perdomo Borrero.
En 1901 se construyó el seminario menor bajo la advocación de San Joaquín, mientras que en 1903 el seminario mayor, dedicado a María Inmaculada.
El 10 de abril de 1948 el sacerdote diocesano Pedro María Ramírez fue asesinado por su fe y fue beatificado el 8 de septiembre de 2017.
El 18 de marzo de 1957 cedió una porción de su territorio para la erección de la diócesis de El Espinal mediante la bula Qui supremum imperium del papa Pío XII.
El 14 de diciembre de 1974 fue elevada al rango de arquidiócesis metropolitana mediante la bula Quamquam Ecclesiarum del papa Pablo VI.
El 8 de julio de 1989 cedió otra porción de su territorio para la erección de la diócesis de Líbano-Honda mediante la bula Ita iam hosce del papa Juan Pablo II.

## Estadísticas
Según el Anuario Pontificio 2022 la arquidiócesis tenía a fines de 2021 un total de 654 000 fieles bautizados.
| Año                                                                             | Población            | Población          | Población          | Sacerdotes         | Sacerdotes         | Sacerdotes         | Bautizados por sacerdote | Diáconos permanentes | Religiosos         | Religiosos         | Parroquias         |
| Año                                                                             | Bautizados católicos | Total              | % de católicos     | Total              | Clero secular      | Clero regular      | Bautizados por sacerdote | Diáconos permanentes | Varones            | Mujeres            | Parroquias         |
| Diócesis de Ibagué                                                              | Diócesis de Ibagué   | Diócesis de Ibagué | Diócesis de Ibagué | Diócesis de Ibagué | Diócesis de Ibagué | Diócesis de Ibagué | Diócesis de Ibagué       | Diócesis de Ibagué   | Diócesis de Ibagué | Diócesis de Ibagué | Diócesis de Ibagué |
| ------------------------------------------------------------------------------- | -------------------- | ------------------ | ------------------ | ------------------ | ------------------ | ------------------ | ------------------------ | -------------------- | ------------------ | ------------------ | ------------------ |
| 1950                                                                            | 709 580              | 710 580            | 99.9               | 89                 | 18                 | 107                | 6631                     |                      | 35                 | 250                | 61                 |
| 1966                                                                            | 580 000              | 600 000            | 96.7               | 93                 | 27                 | 120                | 4833                     |                      | 45                 | 238                | 46                 |
| 1970                                                                            | 780 000              | 780 000            | 100.0              | 84                 | 20                 | 104                | 7500                     |                      | 30                 | 299                | 50                 |
| Arquidiócesis de Ibagué                                                         |                      |                    |                    |                    |                    |                    |                          |                      |                    |                    |                    |
| 1976                                                                            | 750 000              | 800 000            | 93.8               | 76                 | 15                 | 91                 | 8241                     |                      | 27                 | 280                | 56                 |
| 1980                                                                            | 771 000              | 822 000            | 93.8               | 75                 | 16                 | 91                 | 8472                     |                      | 34                 | 230                | 58                 |
| 1990                                                                            | 383 500              | 415 763            | 92.2               | 55                 | 12                 | 67                 | 5723                     |                      | 18                 | 131                | 38                 |
| 1999                                                                            | 489 579              | 543 977            | 90.0               | 79                 | 18                 | 97                 | 5047                     |                      | 25                 | 146                | 46                 |
| 2000                                                                            | 485 747              | 539 719            | 90.0               | 78                 | 16                 | 94                 | 5167                     |                      | 28                 | 137                | 48                 |
| 2001                                                                            | 485 355              | 539 284            | 90.0               | 82                 | 18                 | 100                | 4853                     |                      | 31                 | 142                | 53                 |
| 2002                                                                            | 489 400              | 547 004            | 89.5               | 81                 | 17                 | 98                 | 4993                     | 12                   | 31                 | 141                | 54                 |
| 2003                                                                            | 504 611              | 560 679            | 90.0               | 89                 | 16                 | 105                | 4805                     | 12                   | 23                 | 143                | 54                 |
| 2004                                                                            | 510 300              | 567 000            | 90.0               | 72                 | 17                 | 89                 | 5733                     | 12                   | 29                 | 150                | 54                 |
| 2006                                                                            | 504 310              | 560 344            | 90.0               | 83                 | 18                 | 101                | 4993                     | 12                   | 32                 | 164                | 55                 |
| 2013                                                                            | 547 000              | 605 000            | 90.4               | 89                 | 18                 | 107                | 5112                     | 17                   | 33                 | 207                | 62                 |
| 2016                                                                            | 609 000              | 603 011            | 91.9               | 102                | 17                 | 119                | 5117                     | 17                   | 32                 | 200                | 62                 |
| 2019                                                                            | 634 377              | 667 420            | 95.0               | 121                | 104                | 17                 | 5242                     | 17                   | 30                 | 172                | 62                 |
| 2021                                                                            | 654 000              | 687 400            | 95.1               | 111                | 97                 | 14                 | 5891                     | 12                   | 28                 | 155                | 62                 |
| Fuente: Catholic-Hierarchy, que a su vez toma los datos del Anuario Pontificio. |                      |                    |                    |                    |                    |                    |                          |                      |                    |                    |                    |

## Episcopologio
- Sede vacante (1900-1903)

- Ismael Perdomo Borrero † (8 de junio de 1903-5 de febrero de 1923 nombrado arzobispo coadjutor de Bogotá[nota 1])
- Pedro María Rodríguez Andrade † (10 de abril de 1924-17 de marzo de 1957 renunció[nota 2])
- Arturo Duque Villegas † (17 de marzo de 1957-7 de julio de 1959 nombrado arzobispo de Manizales)
- Rubén Isaza Restrepo † (2 de noviembre de 1959-3 de enero de 1964 nombrado arzobispo coadjutor de Bogotá[nota 3])
- José Joaquín Flórez Hernández † (17 de marzo de 1964-25 de marzo de 1993 retirado)
- Juan Francisco Sarasti Jaramillo, C.I.M. † (25 de marzo de 1993-17 de agosto de 2002 nombrado arzobispo de Cali)
- Flavio Calle Zapata (10 de enero de 2003-19 de marzo de 2019 retirado)
- Orlando Roa Barbosa, desde el 29 de mayo de 2020